# Ernestia adenotricha
Ernestia adenotricha är en tvåhjärtbladig växtart som beskrevs av Antonio Lorenzo Uribe Uribe. Ernestia adenotricha ingår i släktet Ernestia och familjen Melastomataceae. Inga underarter finns listade i Catalogue of Life.